# 趙英祚
趙英祚 （？—？），字蔭轩，汉军正白旗人。同治庚午举人，辛未进士。
后任山东鱼台县知县，历署夏津县、泗水县、金乡县知县，并参与《泗水县志》和《鱼台县志》的编写。同治十二年癸酉科，光绪元年乙亥科、十五年己丑科三科山东乡试同考官，钦加同知銜。

## 家庭成员
- 始祖良富，从龙入关，以军功入旗籍。
- 高祖趙之成，乾隆三十六年武舉人。
- 曾祖赵文明，布政司理问；
- 祖父赵长治，國学生；
- 父亲趙大鹏，道光己酉武举人。嫡母丁氏（父道光六年（1826年）丙戌科武探花、御前侍卫、江西副将丁麟兆）。
- 子趙黻鴻，光绪乙未进士[1]，江西奉贤县、江苏常熟县知县，著有《狷庵诗钞》。
- 子趙黻章（趙紱章），后更名趙煥章，又名趙煥亭（字煥亭、幻亭），是民国年间有名的武侠小说和历史小说家，著有《英雄走国紀》、《奇侠精忠传》、《巾帼英雄秦良玉》、《明末痛史演义》等。[2]